# Måttsgrynnorna
Måttsgrynnorna är en ö i Finland. Den ligger i Norra kvarken och i kommunen Korsnäs i den ekonomiska regionen  Vasa i landskapet Österbotten, i den västra delen av landet. Ön ligger omkring 36 kilometer sydväst om Vasa och omkring 350 kilometer nordväst om Helsingfors.
Öns area är 1,8 hektar och dess största längd är 260 meter i sydväst-nordöstlig riktning. I omgivningarna runt Måttsgrynnorna växer i huvudsak blandskog.